# Римела
Римела (итал. Rimella) је насеље у Италији у округу Верчели, региону Пијемонт.
Према процени из 2011. у насељу је живело 15 становника. Насеље се налази на надморској висини од 1176 м.

## Становништво
Према резултатима пописа становништва 2011. у општини је живело 137 становника.
| 1931. | 1936. | 1951. | 1961. | 1971. | 1981. | 1991. | 2001. | 2011. |
| ----- | ----- | ----- | ----- | ----- | ----- | ----- | ----- | ----- |
| 754   | 656   | 565   | 432   | 315   | 269   | 195   | 142   | 137   |